# Kings Park West (Virginie)
Kings Park West est une census-designated place située dans le comté de Fairfax, dans l’État de Virginie, aux États-Unis. Lors du recensement de 2020, elle comptait 13 465 habitants.